# Данієль Венде
Даніє́ль Ве́нде (нім. Daniel Wende; *24 липня 1984, Ессен, Німеччина) — німецький фігурист, що виступає у парному спортивному фігурному катанні в парі з Майлін Гауш, з якою вони є чемпіонами Німеччини з фігурного катання 2010 року та переможцями турніру «Меморіал Ондрея Непела» 2009 року; учасники Чемпіонатів Європи (8-мі у 2009 і 9-ті у 2010 році) та світу (15-ті у 2009 році).

## Кар'єра

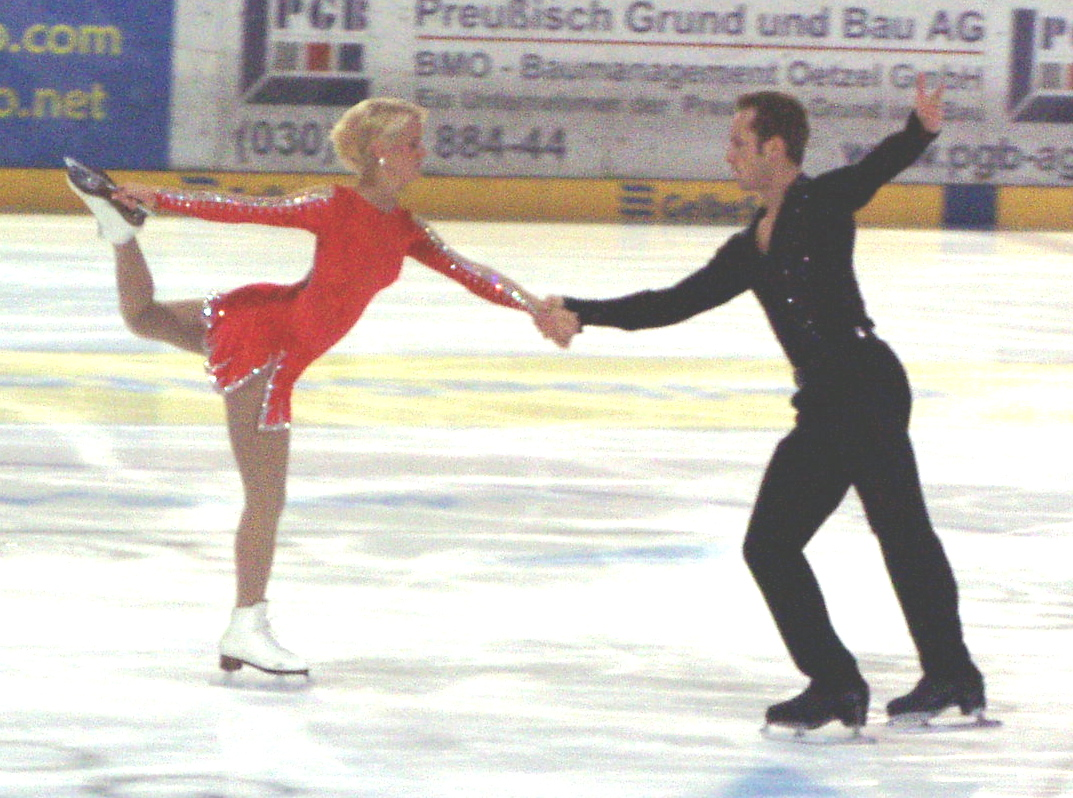
Гандке і Венде на Чемпіонаті Німеччини з фігурного катання 2006 року

Першою партнеркою Данієля Венде була Ребекка Гандке. Вони представляли спортивный клуб «SC Moehnesee», а тренувалися у Юлії Гнилозубової. Починаючи від 2004 року пара тренувалася в Кнута Шуберта. Пара Гандке/Венде двічі вигравала Чемпіонат Німеччини з фігурного катання серед юніорів, і двічі спортсмени ставали срібними призерами дорослих національних першостей. Їх найвищим результатом на міжнародному рівні стало 6-е місце на Чемпіонаті Європи з фігурного катання 2005 року. Дует розпався після сезону 2006/2007.
У сезоні 2007/2008 Данієль виступав у парі з російською фігуристкою Катериною Васильєвою. Вони стали бронзовими призерами Чемпіонату Німеччини з фігурного катання 2008 року, що не давало право виступати на міжнародних стартах сезону. Васильєва повернулася до Росії, а Венде встав у пару з новою партнеркою — Майлін Гауш. Вони відразу ж завоювали срібло на Чемпіонаті Німеччини з фігурного катання 2009 року, а потому впевнено ввійшли до чільної десятки європейської першості з фігурного катання, а також стали 15-ми на ЧС-2009 року.
Німецький союз ковзанярів для відбору на Олімпійські ігри-2010, встановив наступну схему: спортсмени повинні були набрати певну суму балів на одних з перших трьох міжнародних змагань сезону, у яких візьмуть участь. Для парного катання норматив становив 138 балів. Гауш і Венде набрали 141.96 бали на турнірі «Nebelhorn Trophy—2009» (7-е місце) і, таким чином, увійшли до олімпійської Збірної Німеччини на Олімпійських іграх 2010 року у Ванкувері. Пізніше, у цьому ж сезоні 2009/2010, за відсутності лідерів німецького парного катання Олени Савченко та Робіна Шолкови, вони вперше у своїй спортивній кар'єрі, стали переможцями Чемпіонату Німеччини з фігурного катання 2010 року. На олімпійському турнірі спортивних пар (Ванкувер—2010) посіли 17-те місце.

## Спортивні досягнення
(з Майлін Гауш)
| Сезони/Змагання                          | 2008/2009 | 2009/2010 |
| ---------------------------------------- | --------- | --------- |
| Зимові Олімпійські ігри                  |           | 17        |
| Чемпіонати світу з фігурного катання     | 15        |           |
| Чемпіонати Європи з фігурного катання    | 8         | 9         |
| Чемпіонати Німеччини з фігурного катання | 2         | 1         |
| Турніри: «Ice Challenge»                 |           | 4         |
| Турніри: «Nebelhorn Trophy»              |           | 7         |
| Меморіали Ондрея Непела                  |           | 1         |

## Виноски
1. ↑  Система відбору на Олімпійські ігри у Ванкувері [Архівовано 27 жовтня 2010 у Wayback Machine.] (нім.)
2. ↑  DOSB nominiert die ersten 44 Aktiven für Vancouver [Архівовано 25 лютого 2010 у Wayback Machine.] (нім.)